# 索奎爾 (加利福尼亞州)
索奎爾（英語：Soquel）是位於美國加利福尼亞州聖塔克魯茲縣的一個人口普查指定地區。

## 地理
索奎爾的座標為36°51′33″N 121°56′44″W / 36.85917°N 121.94556°W，而該地最高點為海拔高度10米（即33英尺）。

## 人口
根據2010年美國人口普查的數據，索奎爾的面積為11.909平方千米，均為陸地。當地共有人口9644人，而人口密度為每平方千米809人。